# Marcantonio Maffei
Marcantonio Maffei (né à Bergame en république de Venise le 29 septembre 1521 et mort à Rome le 22 août 1583), est un cardinal italien du XVIe siècle.
Il est le frère du cardinal Bernardino Maffei (1549), l'oncle des cardinaux Orazio Maffei (1606) et Marcello Lante (1606) et le grand-oncle du cardinal Gregorio Naro (1629).

## Repères biographiques
Maffei étudie à l'université de Ferrare. Il est clerc à Rome, chanoine de la basilique Saint-Pierre et vice-gouverneur de Viterbe. En 1553 il est élu archevêque de Chieti, en succession de son frère Bernardino. Il est référendaire au tribunal suprême de la Signature apostolique, vice-régent du vicariat de Rome et gouverneur de Viterbe. Il est nommé nonce apostolique en Pologne par Pie V. Mgr Maffei est vicaire général de Rome et dataire du Saint-Père et chanoine de la basilique Saint-Pierre.
Le pape Pie V le crée cardinal lors du consistoire du 17 mai 1570. Le cardinal Maffei participe au conclave de 1572, lors duquel Grégoire XIII est élu. Il est préfet des brefs apostoliques pendant le pontificat de Grégoire XII.

## Succession apostolique
Marcantonio Maffei a ordonné les évêques suivants :
- Évêque Giacomo Luccari, O.F.M.Obs. (1563)
- Évêque Angelo Cattani da Diacceto (it), O.P. (1566)
- Évêque Paolo Oberti (en), O.P. (1567)
- Cardinal Girolamo Rusticucci (1570)
- Archevêque Ludovico II de Torres (it) (1573)